# 프란시스코 플로레스 페레스
프란시스코 플로레스 페레스(스페인어: Francisco Flores Pérez, 1959년 10월 17일 ~ 2016년 1월 30일)는 엘살바도르의 보수주의 정치가로, 1999년부터 2004년까지 엘살바도르 대통령으로 재임한 인물이다. 본명은 프란시스코 기예르모 플로레스 페레스(스페인어: Francisco Guillermo Flores Pérez)이고, ARENA의 일원이다.
2014년, 재직 중이던 2001년 지진 참사 당시 대만이 보낸 구호기금 1500만 달러를 착복한 혐의로 가택 연금에 처해졌다.